# Alkompis
Alkompis är en svensk oberoende tidning som skriver nyheter från Sverige på arabiska. Namnet kommer från arabiskans "al" och svenskans "kompis" och översätts till kompis i bestämd form, dvs "kompisen". Namnet anspelar på att "kompis" är ett av de första orden man lär sig som ny i Sverige, och även att tidningen vill betraktas som läsarens vän.
Alkompis grundades år 2012 av journalisten Mahmoud Agha i Stockholm. Han arbetade tidigare på Sveriges Radio  arabiska redaktion och dessförinnan på Euronews i Frankrike.  
VD är Julia Agha, som år 2023 fick utmärkelsen Årets Mediaamazon och blev tilldelad Årets hederspris på Stora Kommunikationspriset 2023 som årligen delas ut av Sveriges Kommunikatörer. 
Mellan åren 2018-2020 hade Alkompis även verksamhet på språken tigrinja, somaliska och farsi.
Alkompis har webbplatsen alkompis.se, appen Alkompis samt webb-TV-kanal på Youtube.
Mellan åren 2012-2022 hade Alkompis en månatlig papperstidning. Fram till årsskiftet 2022 hade Alkompis även radiosändning på frekvenserna 101,1 och 95,3 i Stockholm närradio . 
I februari 2020 rapporterades det att Alkompis har över 400 000 unika besökare i månaden på alkompis.se.
År 2023 tilldelades Alkompis, och forskarna Jutta Haider och Olof Sundin källkritikspriset "Det gyllene förstoringsglaset", som årligen delas ut av Internetstiftelsen och Källkritikbyrån på källkritikens dag den 13 mars. Juryns motivering var: "Få medier vänder sig till arabiskspråkiga svenskar och därför är det värdefullt att den som gör det är noga med fakta, särskilt i kontroversiella frågor. Det är Alkompis. Såväl när de rättar andra mediers felöversättningar som när de tillbakavisar desinformation om kidnappade barn visar Alkompis att de står stadigt på sanningens och sina läsares sida."